# 多良間海運

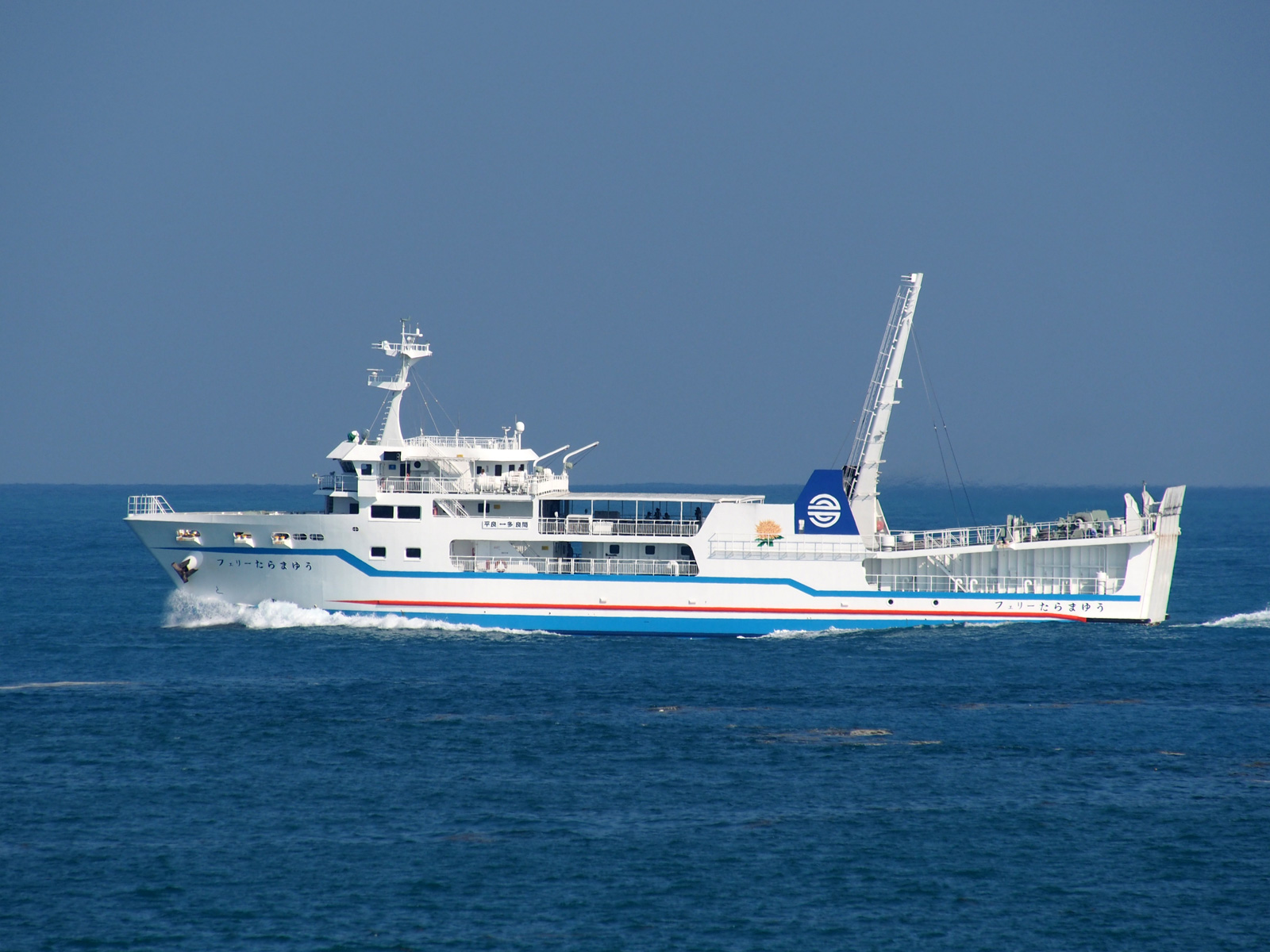
フェリーたらまゆう（宮古島沖にて）

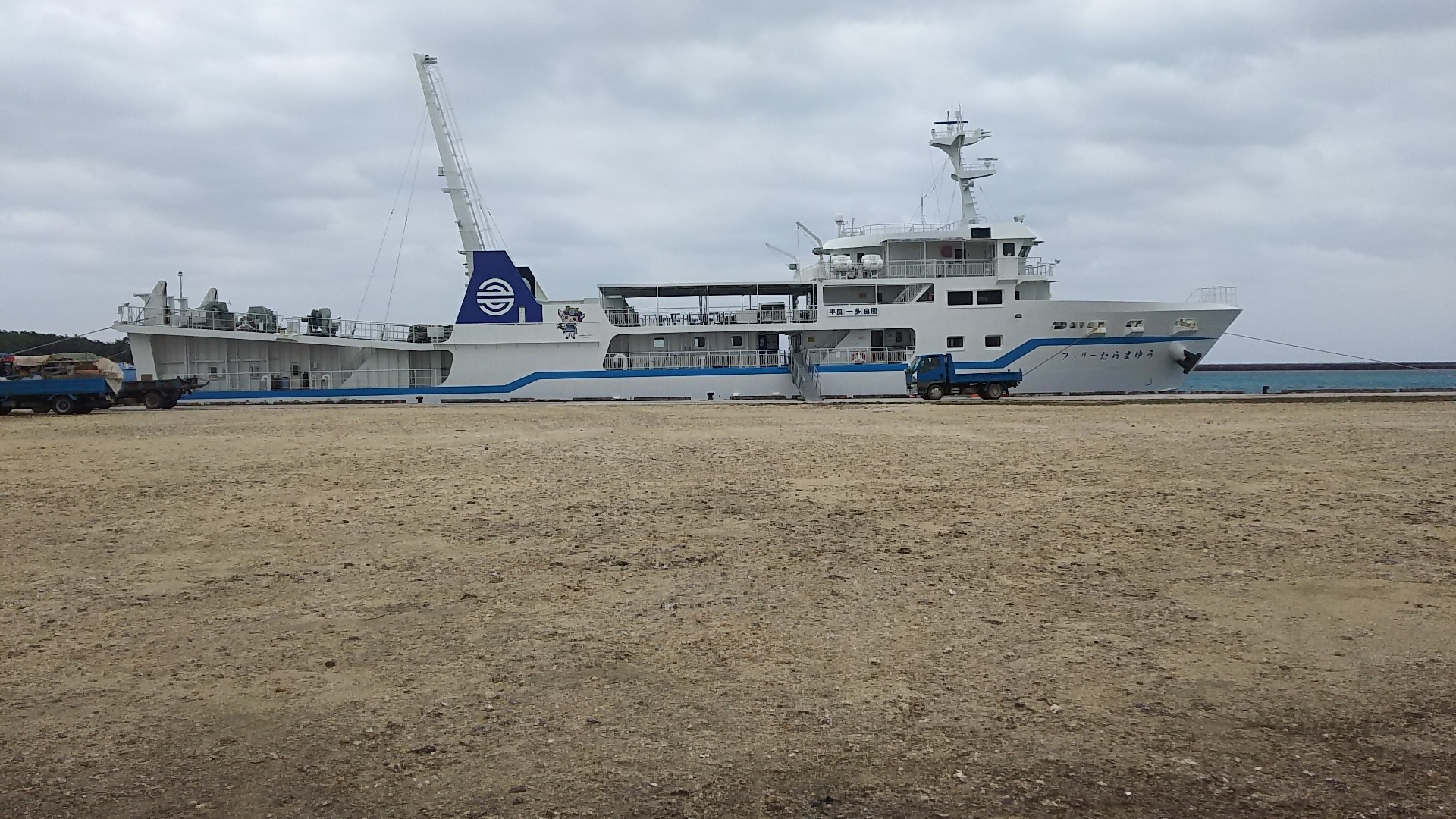
フェリーたらまゆう（多良間島・多良間港普天間地区）

合資会社多良間海運（たらまかいうん）は、沖縄県宮古島市平良に本社を置く第三セクターの海運会社である。

## 概要
宮古島の平良港と多良間島の多良間港普天間地区（普天間港）又は前泊地区（前泊港）との間で、一般旅客定期航路（フェリー）を運航している。平良港 - 多良間港間で定期航路を運航するのは当社のみである。
かつては八月踊りの期間中、宮古フェリーが同区間で旅客船を臨時運航していたが、同社は2015年に伊良部大橋の開通に伴い解散した。なお、同じく八月踊りの期間中、石垣市に本社を置く安栄観光、八重山観光フェリー、石垣島ドリーム観光が、石垣港 - 多良間港間で臨時便を運航している。

## 保有船舶
カーフェリー
- フェリーたらまIII
  - 総トン数：499トン
  - 全長：68.6m、幅：11.8m
  - 航海速力：18.0ノット
  - 旅客定員：150名
  - 乗員定員：10名
  - 積載重量：約250トン
  - 車両搭載数：乗用車26台又は大型車8台[8][9][10]

三浦造船所建造。多良間村所有。
2021年（令和3年）12月24日竣工・2022年（令和4年）1月8日就航。
離島航路安定化支援事業の補助を受けて多良間村が建造・ 所有し、多良間海運は11年間にわたってリースを受け、運航を行う。総事業費は18億円で、うち村負担分は7億6900万円。
- フェリーたらまゆう
  - 総トン数：457トン
  - 全長：64.95m、幅：11.6m
  - 出力：5,000馬力
  - 最高速力：18.06ノット
  - 航海速力：17.2ノット
  - 旅客定員：150名（臨時定員：250名）
  - 車両搭載数：乗用車23台又は乗用車5台+8tトラック6台[12][13][14][15]

三保造船所建造。沖縄県離島海運振興所有。
2007年（平成19年）7月竣工・7月25日就航。本船の就航により、平良港 - 多良間港間の所要時間が約30分短縮された。船内はバリアフリー構造とされている。「フェリーたらまIII」の就航にともない、2022年（令和4年）1月7日の運航を以て退役。

### かつての保有船舶
- フェリーたらま
  - 総トン数：324トン
  - 全長：54.3m、幅：10.4m
  - 出力：2,800馬力
  - 最高速力：16.3ノット
  - 航海速力：15ノット
  - 旅客定員：150名
  - 車両搭載数：乗用車換算23台またはトラック換算7台[12][17]

臼杵造船所建造。
1982年（昭和57年）12月進水。1983年（昭和58年）2月就航。「フェリーたらまゆう」の就航にともない、2007年（平成19年）7月25日の運航を以て退役。フィリピンに売却。

## 航路
一般旅客定期航路
- 平良港第4埠頭 - 多良間港普天間地区（普天間港）/前泊地区（前泊港）[1]
  - 1日1往復（日曜日運休） ※牛の競りある日はダイヤが変更される[1]。
  - 距離：62km[1]
  - 所要時間：約125分[1]
  - 季節や天候などにより、島の南東部の普天間地区（普天間港）か北部の前泊地区（前泊港）のいずれかに発着する[18]。